# Witheriet

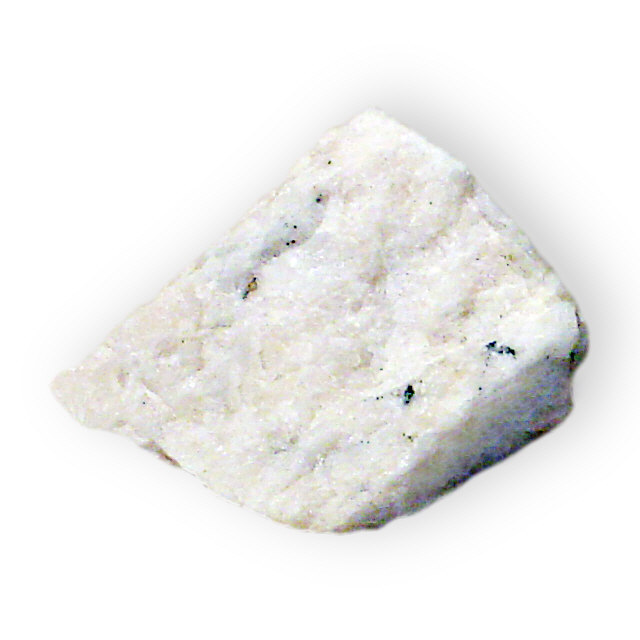
Witheriet

Het mineraal witheriet is een barium-carbonaat met de chemische formule BaCO3. Het is vernoemd naar William Withering (1741 - 1799), Brits natuurkundige en mineraloog.

## Eigenschappen
Het kleurloze of melk- tot bruinwitte witheriet heeft een glasglans, een witte streepkleur en een duidelijke splijting volgens kristalvlak [010]. Het kristalstelsel is orthorombisch. De gemiddelde dichtheid is 4,3 en de hardheid is 3 tot 3,5. Witheriet is niet radioactief.

## Voorkomen
Witheriet komt voornamelijk voor in hydrothermale aders van lage temperatuur. De typelocatie is in Alston Moor, Cumberland, Engeland.